# Hội đồng Hòa bình và Trật tự Quốc gia Thái Lan
Hội đồng Hòa bình và Trật tự Quốc gia (tiếng Thái: คณะรักษาความสงบแห่งชาติ; RTGS: Khana Raksa Khwam Sa-ngop Haeng Chat; viết tắt คสช) là chính quyền quân sự nắm quyền của Thái Lan sau cuộc đảo chính Thái Lan năm 2014 ngày 22/5/2014. Ngày 20/5/2014, quân đội đã tuyên bố thiết quân luật trên toàn bộ Thái Lan nhắm mục đích ngăn chặn sự leo thang khủng hoảng chính trị và lật đổ chính quyền dân sự. Ngày 22/5/2014, quân đội tuyên bố lật đổ chính phủ Yingluck Shinawatra thành lập Hội đồng Hòa bình và Trật tự Quốc gia để kiểm soát đất nước. Chính quyền quân sự kiểm duyệt thông tin, đình chỉ Hiến pháp, bắt giữ thành viên Nội các của Thái Lan.

## Tên gọi
Hội đồng Hòa bình và Trật tự Quốc gia ban đầu có tên gọi là Hội đồng Hòa bình và duy trì trật tự Quốc gia. Sau đó được đổi tên như hiện nay ngày 22/5/2014.

## Thành viên và quyền hạn
Ngày 22/5/2014, Hội đồng công bố thành phần  và lãnh đạo Hội đồng Prayuth Chan-ocha tuyên bố Hội đồng sẽ đảm nhiệm quyền hạn và nhiệm vụ theo luật pháp của Thủ tướng và Nội các cho đến khi một Thủ tướng mới được bầu hoặc bổ nhiệm.
Ngày 23/5, Hội đồng công bố chính sách ngắn hạn và dài hạn, bao gồm việc bổ nhiệm thành viên các Bộ và cơ quan chính phủ.
Ngày 24/5, Hội đồng giải tán Thượng viện và quyền lập pháp do Hội đồng nắm giữ. Đồng thời ra lệnh ngành tư pháp hoạt động theo nghị định của Hội đồng. Ngày 25/5, Tư lệnh Cảnh sát Quốc gia Thái Lan, tướng Adul Saengsingkaew được chỉ định vào văn phòng Phủ Thủ tướng,  đồng thời Watcharapol Prasarnrajkit được bổ nhiệm thay thế Tư lệnh.
Ngày 26/5, Quốc vương Bhumibol Adulyadej phê chuẩn Prayut Chan-ocha là người đứng đầu chính quyền quân sự mới. Sự chấp thuận của Hoàng gia được xem là chìa khóa hợp pháp cuộc đảo chính.
| Chức vụ         | Họ và tên              | Tại nhiệm trong quân đội                            | Tại nhiệm trong quân đội | Tại nhiệm trong quân đội                      | Phụ trách |
| Chức vụ         | Họ và tên              | Ngạch                                               | Hạng                     | Chức vụ                                       | Phụ trách |
| --------------- | ---------------------- | --------------------------------------------------- | ------------------------ | --------------------------------------------- | --- |
| Lãnh đạo        | Prayuth Chan-ocha      | Lục quân Hoàng gia Thái Lan                         | Đại tướng                | Tổng tư lệnh Lục quân                         | - Chính phủ Thái Lan (như Thủ tướng) - Bộ Tư lệnh An ninh Nội địa - Bộ Tư pháp - Văn phòng chống rửa tiền Quốc gia - Ban Ngân khố Quốc gia - Cơ quan Tình báo Quốc gia - Cơ quan Cảnh sát Quốc gia - Hội đồng An ninh Quốc gia - Văn phòng Tổng trưởng lý |
| Phó Lãnh đạo    | Thanasak Patimaprakorn | Tổng hành dinh Quân đội Hoàng gia Thái Lan          | Đại tướng                | Tư lệnh Tổng hành dinh                        | - Bộ Quốc phòng - Bộ Ngoại giao - Bộ Thông tin và Truyền thông - Bộ Nội vụ |
| Phó Lãnh đạo    | Narong Pipathanasai    | Hải quân Hoàng gia Thái Lan                         | Đô đốc                   | Tổng Tư lệnh Hải quân                         | - Bộ Giáo dục - Bộ Y tế - Bộ Phát triển Xã hội và An ninh Nhân lực |
| Phó Lãnh đạo    | Prajin Jantong         | Không quân Hoàng gia Thái Lan                       | Đại tướng                | Tổng Tư lệnh Không quân                       | - Bộ Nông nghiệp và Hợp tác xã - Bộ Thương mại - Bộ Lao động - Bộ Tài chính - Bộ Giao thông |
| Phó Lãnh đạo    | Adul Sangsingkeo       | Cảnh sát Hoàng gia Thái Lan Văn phòng Phủ Thủ tướng | Đại tướng                | Cựu Tư lệnh Bộ trưởng Văn phòng Phủ Thủ tướng | - Văn phòng Hoàng gia Thái Lan - Hội đồng Nhà nước - Ban Thư ký Nội các - Ủy ban Phục vụ Dân sự - Ủy ban Bảo vệ Tiêu dùng - Thư ký Quốc hội - Văn phòng Phật giáo Quốc gia - Ủy ban Phát triển xã hội và kinh tế Quốc gia - Văn phòng Đánh giá chất lượng và Tiêu chuẩn Quốc gia - Hội đồng Nghiên cứu Quốc gia - Văn phòng Thư ký cá nhân Quốc vương - Văn phòng Phủ Thủ tướng - Văn phòng Ban Thư ký Thường trực Phủ Thủ tướng - Ban Thư ký Thủ tướng - Phòng Quan hệ Công cộng - Ủy ban phát triển khu vực công cộng - Ban Thư ký Thượng viện - Hội đồng phát triển dự án Hoàng gia - Học viên Hoàng gia - Quỹ Nghiên cứu Thái Lan |
| Tổng Thư ký     | Teerachai Nakwanich    | Lục quân Hoàng gia Thái Lan                         | Đại tướng                | Phó Tổng Tư lệnh Lục quân                     | |
| Phó Tổng Thư ký | Chatudom Titthasiri    | Lục quân Hoàng gia Thái Lan                         | Đại tướng                | Phó Tổng Tư lệnh Lục quân                     | |
| Phát ngôn viên  | Winthai Suvaree        | Lục quân Hoàng gia Thái Lan                         | Đại tá                   | Phó phát ngôn Lục quân                        | |

### Hội đồng Cố vấn
Ngày 26/5/2014, Hội đồng công bố thành lập Hội đồng cố vấn:
| Chức vụ          | Tên                   | Ghi chú                                                                                        |
| ---------------- | --------------------- | ---------------------------------------------------------------------------------------------- |
| Chủ tịch         | Prawit Wongsuwan      | Cựu Bộ trưởng Bộ Quốc phòng Nội các Abhisit Vejjajiva                                          |
| Phó Chủ tịch     | Anupong Paochinda     | Cựu Tổng Tư lệnh Lục quân                                                                      |
| Phó Chủ tịch     | Pridiyathorn Devakula | Cựu Thống đốc Ngân hàng Thái Lan                                                               |
| Cố vấn           | Somkid Jatusripitak   | Cựu Phó Thủ tướng và Bộ trưởng Bộ Tài chính Nội các Thaksin Shinawatra                         |
| Cố vấn           | Narongchai Akrasanee  | Thành viên Ủy ban Chính sách tiền tệ và Cựu Bộ trưởng Thương mại Nội các Chavalit Yongchaiyudh |
| Cố vấn           | Wissanu Krea-ngam     | Cựu Phó Thủ tướng Nội các Thaksin Shinawatra                                                   |
| Cố vấn           | Yongyuth Yuthavong    | Cựu Bộ trưởng Bộ Khoa học Công nghệ Nội các Surayud Chulanont                                  |
| Cố vấn           | Itthaporn Subhawong   | Cựu Tổng Tư lệnh Không quân                                                                    |
| Cố vấn           | Noppadol Intapanya    | Cựu Thư ký Bộ trưởng Bộ Quốc phòng Prawit Wongsuwan                                            |
| Cố vấn và Thư ký | Dowpong Rattanasuwan  | Cựu Phố Tổng Tư lệnh Lục quân                                                                  |